# ノヴゴロド州

ノヴゴロド州
ロシア語: Новгородская область

ノヴゴロド州（ノヴゴロドしゅう、ロシア語: Новгородская област）は、ロシア連邦の北西連邦管区を構成する州（オーブラスチ）の一つ。州都はノヴゴロド。レニングラード州、ヴォログダ州、トヴェリ州、プスコフ州と境を接する。
第二次世界大戦で特に男性の人口が大きく減少したことから、現在に至るまで欧州ロシアで最小の人口密度となっている。少子化や転出により、人口減少が見られる。

## 地理

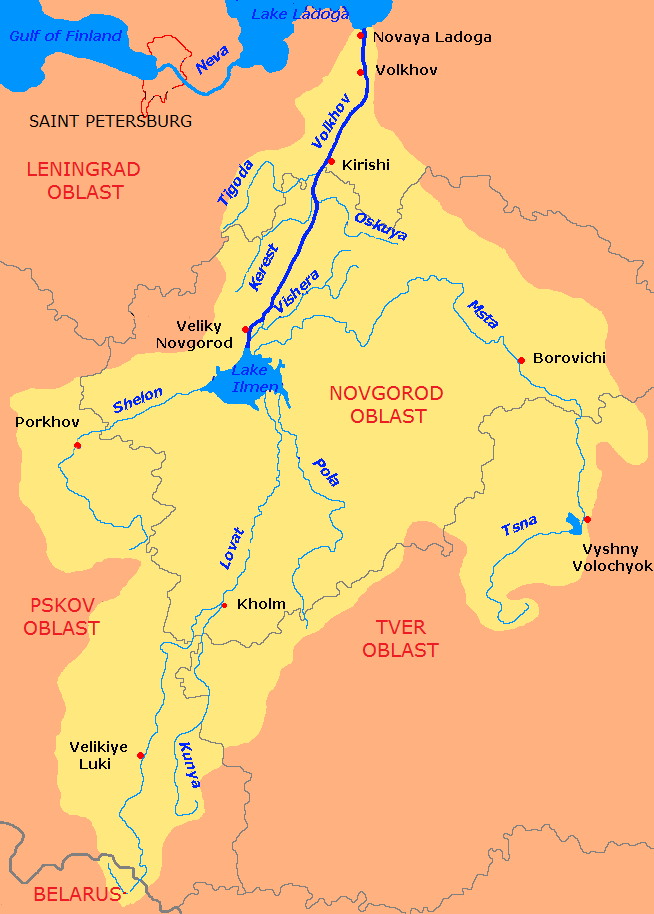
ヴォルホフ・イリメニ水系

- バルト海→ネヴァ川→ラドガ湖→ヴォルホフ川→イリメニ湖
- ロヴァチ川（ロヴァト川）→ヴァルダイ丘陵→ドニエプル川→黒海
  - クーニヤ川
  - ポリスチ川（ロシア語版、英語版）
    - ポルシヤ川（ロシア語版）

  - レディヤ川（ロシア語版、英語版）
- ポーラ川（ロシア語版、英語版）
- ムスタ川
  - ツナ川（ロシア語版、英語版）→ヴァルダイ丘陵（ヴイシニー・ヴォロチョーク、ヴォルガ・バルト水路）→トヴェルツァ川→ヴォルガ川→カスピ海
- シェロニ川（ロシア語版、英語版）

## 主要都市
- ノヴゴロド
- ボロヴィチ
- スタラヤ・ルーサ
- チュドヴォ
- ペストヴォ

## 標準時
この地域は、モスクワ時間帯の標準時を使用している。時差はUTC+3時間で、夏時間はない。（2011年3月までは、標準時がUTC+3で夏時間がUTC+4、同年3月から2014年10月までは通年UTC+4であった）

## 産業
工業がGNPの4割を占める。化学、銅の生産、耐火材の生産が行われている。
一次産業は乳牛と肉牛の飼育を中心とした酪農が中心となっている。

## 脚註
1. ↑  “ru:Новгородская область - промышленость и предприятия Новгородской области” (ロシア語).   «Индустриальный портал». 2014年8月18日閲覧。
2. ↑  “ru:Животноводство” (ロシア語).   Администрация Новгородской области. 2012年7月7日時点のオリジナルよりアーカイブ。2012年5月11日閲覧。